# Tetraceratops
Tetraceratops ist eine ausgestorbene Gattung synapsider Landwirbeltiere und möglicherweise der primitivste Therapside (früher als „säugetierähnliche Reptilien“ bezeichnet). Sie lebte während des Unterperm. Einzige beschriebene Art ist Tetraceratops insignis. Der am Wichita River im Baylor County (Nord-Texas) vom US-amerikanischen Fossilien-Sammler und Hobby-Paläontologen Charles Hazelius Sternberg gefundene Holotyp, ein unvollständiger, zerdrückter Schädel, wird im American Museum of Natural History in New York aufbewahrt. Er ist bis heute das einzige Fossil der Gattung.

## Merkmale
Der Schädel ist kurz, nur zehn Zentimeter lang und hoch. Ein Paar kurzer, knochiger Auswüchse befinden sich auf dem Prämaxillare über den Nasenlöchern und auf dem Präfontale vor den Augen, Tetraceratops bedeutet „Vierhorngesicht“. Tetraceratops ähnelt damit den Burnetiidae, bei denen die Auswüchse allerdings von anderen Knochen gebildet werden. Zwei weitere Auswüchse, die bei der Erstbeschreibung noch nicht bekannt waren, finden sich seitlich auf den beiden Angularen, Knochen, die bei primitiven Landwirbeltieren einen Teil des Unterkiefers bilden und bei Säugetieren zu Gehörknöchelchen geworden sind. Das Dentale ist der größte Einzelknochen des Unterkiefers. Das Tränenbein (Lacrimale) bildet den vorderen Teil der Augenhöhle (Orbita).
Die Bezahnung weist Tetraceratops als Fleischfresser aus. Die beiden ersten Schneidezähne auf dem Prämaxillare sind sehr viel größer als die vier folgenden. Zwischen den Zähnen auf dem Prämaxillare und denen des Maxillare befindet sich eine zahnlose Lücke (Diastema). Auf dem Maxillare befinden sich große Eckzähne, die Zähne hinter ihnen haben scharfe, gebogene Kronen. Auf einem hinteren Auswuchs des Flügelbeins (Pterygoid), ein Teil des Gaumens, befinden sich sechs große Zähne. Vor dem äußeren Flügelbein (Ectopterygoid) endet die Bezahnung.

## Systematik
Tetraceratops wurde 1908 von William Diller Matthew als neuer Pelycosaurier, der nah mit den Sphenacodontidae verwandt ist, beschrieben. Alfred Romer und Llewellyn Price ordneten die Gattung 1940 den Eothyrididae, einer anderen, wenig bekannten Pelycosaurierfamilie zu. 1996 stellten Michel Laurin und Robert Reisz Tetraceratops wegen einiger Schädelmerkmale zu den Therapsiden. Wenn diese Einschätzung stimmt, ist Tetraceratops als der älteste und ursprünglichste Therapside anzusehen. Phylogenetisch könnte er die Schwestergattung aller anderen Therapsiden darstellen. Zwischen Tetraceratops und den ersten in Russland und Südafrika fossil nachgewiesenen sicheren Therapsiden klafft eine Lücke von 10 Millionen Jahren. J. Conrad und C. Sidor fanden 2001 wieder Hinweise, dass er als Sphenacodontidae einzuordnen sei. Einige diagnostische Merkmale der Therapsiden können bei Tetraceratops nicht überprüft werden, da der Schädel zu unvollständig erhalten ist. Tetraceratops kann als Mosaikform zwischen Pelycosauriern und Therapsiden eingestuft werden.